# Olympische Sommerspiele 2004/Radsport – Mountainbike (Frauen)
Das Mountainbike-Rennen der Frauen bei den Olympischen Spielen 2004 in Athen fand am 27. August um 11:00 Uhr statt.
Nach einer Startrunde mussten 5 Runden auf dem Parnitha Olympic Mountain Bike Venue absolviert werden. Das Rennen war insgesamt 31,3 km lang. Die Favoritin war die Norwegerin Gunn-Rita Dahle, die ihrer Rolle gerecht wurde und das Rennen dominierte. Die amtierende Weltmeisterin Sabine Spitz aus Deutschland konnte sich am Schluss gegen Alison Sydor durchsetzen und landete somit auf dem dritten Rang hinter der Kanadierin Marie-Hélène Prémont. Die Siegerin der letzten beiden Olympischen Spiele Paola Pezzo konnte das Rennen nicht beenden.

## Ergebnisse
| Rang | Athletin              | Nation             | Zeit (h) |
| ---- | --------------------- | ------------------ | -------- |
| 1    | Gunn-Rita Dahle       | Norwegen           | 1:56:51  |
| 2    | Marie-Hélène Prémont  | Kanada             | 1:57:50  |
| 3    | Sabine Spitz          | Deutschland        | 1:59:21  |
| 4    | Alison Sydor          | Kanada             | 1:59:47  |
| 5    | Elsbeth van Rooy-Vink | Niederlande        | 2:01:41  |
| 6    | Maja Włoszczowska     | Polen              | 2:02:08  |
| 7    | Ivonne Kraft          | Deutschland        | 2:05:18  |
| 8    | Laurence Leboucher    | Frankreich         | 2:05:34  |
| 9    | Mary McConneloug      | Vereinigte Staaten | 2:06:12  |
| 10   | Lisa Mathison         | Australien         | 2:07:01  |
| 11   | Anna Szafraniec       | Polen              | 2:07:44  |
| 12   | Jimena Florit         | Argentinien        | 2:08:42  |
| 13   | Irina Kalentjewa      | Russland           | 2:08:57  |
| 14   | Bärbel Jungmeier      | Österreich         | 2:09:22  |
| 15   | Kiara Bisaro          | Kanada             | 2:09:50  |
| 16   | Robyn Wong            | Neuseeland         | 2:10:59  |
| 17   | Ma Yanping            | China              | 2:13:18  |
| 18   | Jaqueline Mourão      | Brasilien          | 2:13:52  |
| 19   | Katrin Leumann        | Schweiz            | 2:16:07  |
| 20   | Maria Ostergren       | Schweden           | 2:16:16  |
| 21   | Jenny McCauley        | Irland             | LAP      |
| 22   | Yukari Nakagome       | Japan              | LAP      |
| 23   | Karen Matamoros       | Costa Rica         | LAP      |
| 24   | Elina Sofokleous      | Zypern             | LAP      |
| —    | Margarita Fullana     | Spanien            | DNF      |
| —    | Magdalena Sadłecka    | Polen              | DNF      |
| —    | Barbara Blatter       | Schweiz            | DNF      |
| —    | Mette Andersen        | Dänemark           | DNF      |
| —    | Paola Pezzo           | Italien            | DNF      |
| —    | Janka Stevkova        | Slowakei           | DNF      |